# 1780 en philosophie
Chronologie de la philosophie
- 1776
- 1777
- 1778
- 1779
- 1780
- 1781
- 1782
- 1783
- 1784

L’année 1780 a été marquée, en philosophie, par les événements suivants :

## Publications
- Richard Price : Essay on the Population of England.

- Joseph Priestley : Letters to a Philosophical Unbeliever.